# Xã Rice, Quận Jo Daviess, Illinois
Xã Rice (tiếng Anh: Rice Township) là một xã thuộc quận Jo Daviess, tiểu bang Illinois, Hoa Kỳ. Năm 2010, dân số của xã này là 338 người.